# Numb (группа)
Numb — группа, игравшая музыку в стиле электро-индастриал и располагавшаяся в Ванкувере, Канада. Она была основана Доном Гордоном, Дэвидом Холлом и Сином Стаббсом в 1986 г. После сингла Suspended Гордон свернул проект и переехал во Вьетнам жить со своей женой.

## Участники
- Дон Гордон — продюсер

### Бывшие участники
- Дэвид Коллингз — вокал (1995—2000)
- Блэр Добсон — вокал (1990—1991)
- Дэвид Холл — клавиши, программирование (1986—1991)
- Конан Хантер — вокал, программирование (1992—1994)
- Син Стаббс — вокал, ударные, перкуссия (1986—1988), натуральные ударные (1994—1995, 1998)

## Дискография

### Полноценные альбомы
- Numb (1988)
- Christmeister (1989)
- Bliss (single) (1991)
- Death on the Installment Plan (1993)
- Wasted Sky (1994)
- Fixate (EP) (1995)
- Koro (Live in Japan) (1996)
- Blood Meridian (album) (1997)
- Blind (single) (1997)
- Language of Silence (1998)
- Suspended (single) (1998)
- The Valence Of Noise (2014)
- Mortal Geometry (2019)

### Появление в сборниках
- «Eugene (Pickaxe Mix by Pig and Andrew Burton)» в Funky Alternatives Vol. 6 Concrete (1991)
- «Curse (Metastsizing Dub)» в Electro-Genetic KK (1993)
- «Shithammer (Dread & Bled)» в Moonraker Off Beat (1993)
- «Blue Light, Black Candle (live)» в Celtic Circle Sampler #2 (1994)
- «Ratblast (Compressed & Distressed)» в The Digital Space Between Hard (1994)
- «Decay of the Angel» в Body Rapture Vol. 4 Zoth Ommog (1994)
- Кавер-версия Salt-n-Pepa, «Push It» в Operation Beatbox Reconstriction (1996)
- «Mr. Rogers' Neighborhood» в TV Terror: Felching a Dead Horse Reconstriction (1997)
- «Blind (Hyper-dilated)» в Electronic Lust, Vol. 1 Orkus (1998)
- «Desire (Protean)» в The O-Files Vol. 3 Off Beat (1998)
- «Desire (Prelude and Nocturne)» в The O-Files Vol. 3 Off Beat (1998)
- «Blind (Mentallo Mix)» в The O-Files Vol. 3 Off Beat (1998)
- «Blood (Crash & Bleed Edit)» в Electropolis, Vol. 1 Metropolis (1998)
- Кавер-версия главной темы фильма «Суспирия» в Electronic Lust Orkus (1999)
- «Half-Life» в Septic Vol. 1 Dependent (1999)
- «Respect» в Electro Club Attack-Shot 2 XXC (1999)
- «Static» в Electropolis, Vol. 2 Metropolis (2000)
- «Deviation» в Orgazma Tracks Vol. 3 Alter Ego (2001)

## Сторонние проекты
- Halo-Gen (Pendragon Records)